# Großsteingrab Gård Dildal
Das Großsteingrab Gård Dildal war eine megalithische Grabanlage der jungsteinzeitlichen Nordgruppe der Trichterbecherkultur im Kirchspiel Jørlunde in der dänischen Kommune Egedal. Es wurde im 19. Jahrhundert zerstört.

## Lage
Das Grab lag südlich von Slangerup und südlich des Hofs Dildal auf einem Feld. In der näheren Umgebung gibt bzw. gab es zahlreiche weitere megalithische Grabanlagen.

## Forschungsgeschichte
Im Jahr 1890 führten Mitarbeiter des Dänischen Nationalmuseums eine Dokumentation der Fundstelle durch. Zu dieser Zeit waren keine baulichen Überreste mehr auszumachen.

## Beschreibung
Die Anlage dürfte ursprünglich eine Hügelschüttung besessen haben, über aber keine Informationen vorliegen. Die Grabkammer bestand aus mindestens fünf Wandsteinpaaren an den Langseiten und einem ost-westlich orientierten Gang. Da die Orientierung der Kammer nicht überliefert ist, ist unklar, ob sie als Ganggrab oder Großdolmen anzusprechen ist.